# Amt Braubauerschaft

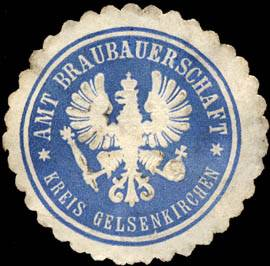
Siegelmarke Amt Braubauerschaft

| Amt in Preußen     | Amt in Preußen                                                |
| ------------------ | ------------------------------------------------------------- |
| Name               | Braubauerschaft (1887–1900) Bismarck i./Westfalen (1900–1903) |
| Provinz            | Westfalen                                                     |
| Regierungsbezirk   | Arnsberg                                                      |
| Landkreis          | Gelsenkirchen                                                 |
| Fläche             | 12,75 km² (1895)                                              |
| Einwohner          | 25.124 (1895)                                                 |
| Bevölkerungsdichte | 1.971 Einw./km² (1895)                                        |
| Gemeinden          | 3                                                             |

Das Amt Braubauerschaft, zuletzt Amt Bismarck i./Westfalen genannt, war ein Amt im Landkreis Gelsenkirchen in der preußischen Provinz Westfalen.

## Geschichte
Im Landkreis Gelsenkirchen schieden am 1. Januar 1887 die drei Gemeinden Braubauerschaft, Bulmke und Hüllen aus dem Amt Schalke aus und bildeten das neue Amt Braubauerschaft.
Durch königlichen Erlass erhielten die Gemeinde und das Amt Braubauerschaft am 22. Januar 1900 den Namen Bismarck i./Westfalen.
Am 1. April 1903 wurden die Gemeinden Bismarck i./Westfalen, Bulme und Hüllen in die Stadt Gelsenkirchen eingegliedert, womit auch das Amt Bismarck i./Westfalen erlosch.